# Wielichowo
Pour les articles homonymes, voir Wielichowo (homonymie).
Wielichowo (prononciation : [vjɛliˈxɔvɔ]) est une ville de la Voïvodie de Grande-Pologne et du powiat de Grodzisk Wielkopolski.
Elle est située à environ 13 kilomètres au sud de Grodzisk Wielkopolski, siège du powiat, et à 50 kilomètres au sud-ouest de Poznań, capitale de la voïvodie de Grande-Pologne.
Elle est le siège administratif de la gmina de Wielichowo.
Elle s'étend sur 1,24 km2.

## Géographie

Plan de la ville.

La ville de Wielichowo est située au centre-ouest de la voïvodie de Grande-Pologne, et est entourée de plaines agricoles. Aucun cours d'eau ne passe par la ville.

## Histoire
De 1818 à 1920, Schmiegel fait partie de l'arrondissement de Kosten puis à partir de 1887, de l'arrondissement de Schmiegel dans le district de Posen au sein de la province de Posnanie.
De 1975 à 1998, la ville faisait partie du territoire de la voïvodie de Poznań. Depuis 1999, la ville fait partie du territoire de la voïvodie de Grande-Pologne.

## Monuments
- le centre historique de la ville, contenant des maisons du XVe au XIXe siècle ;
- l'église sainte Marie-Madeleine, construite entre 1762 et 1779 ;
- l'église cimetériale en bois, construite entre 1793.

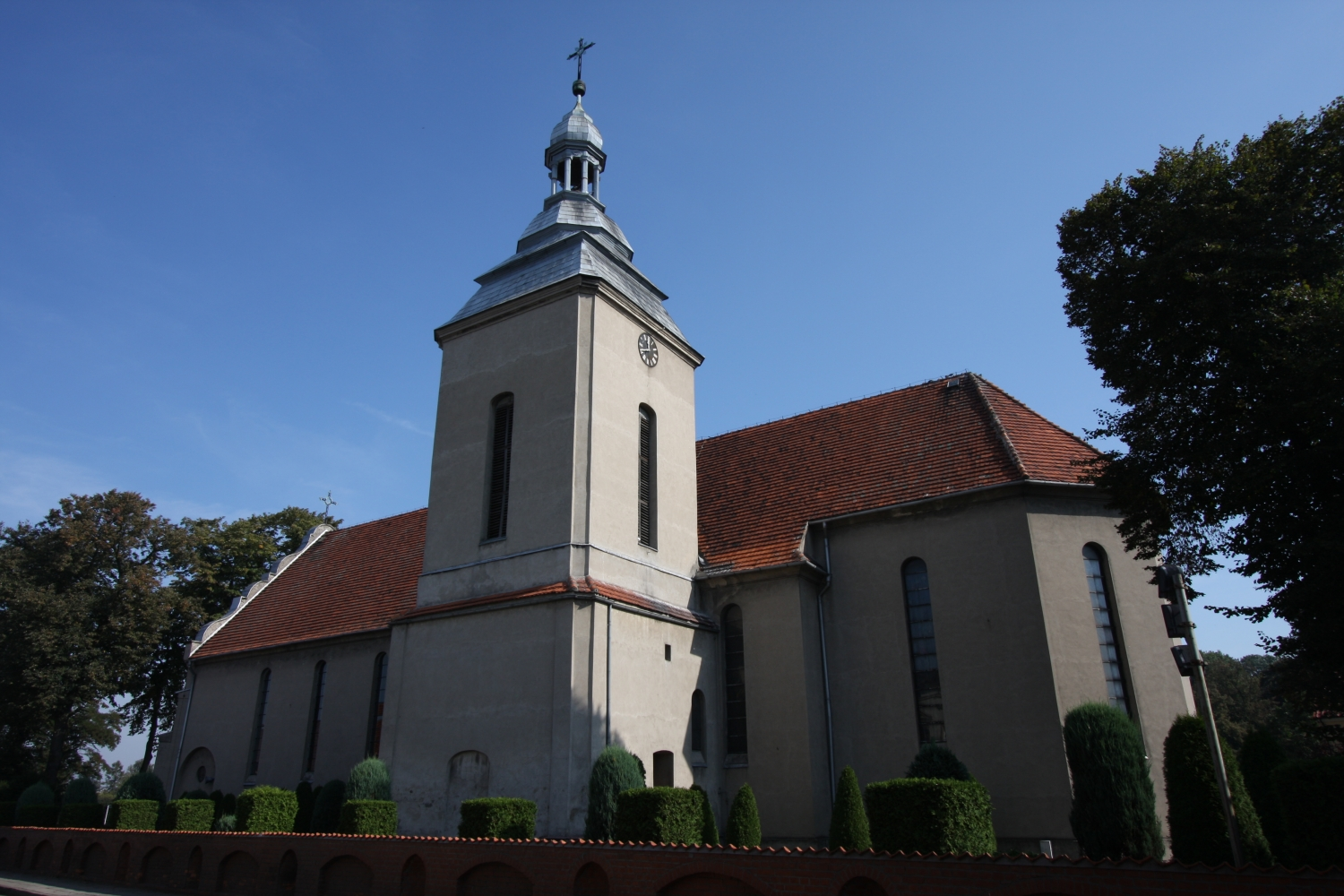
L'église paroissiale sainte Marie-Madeleine.
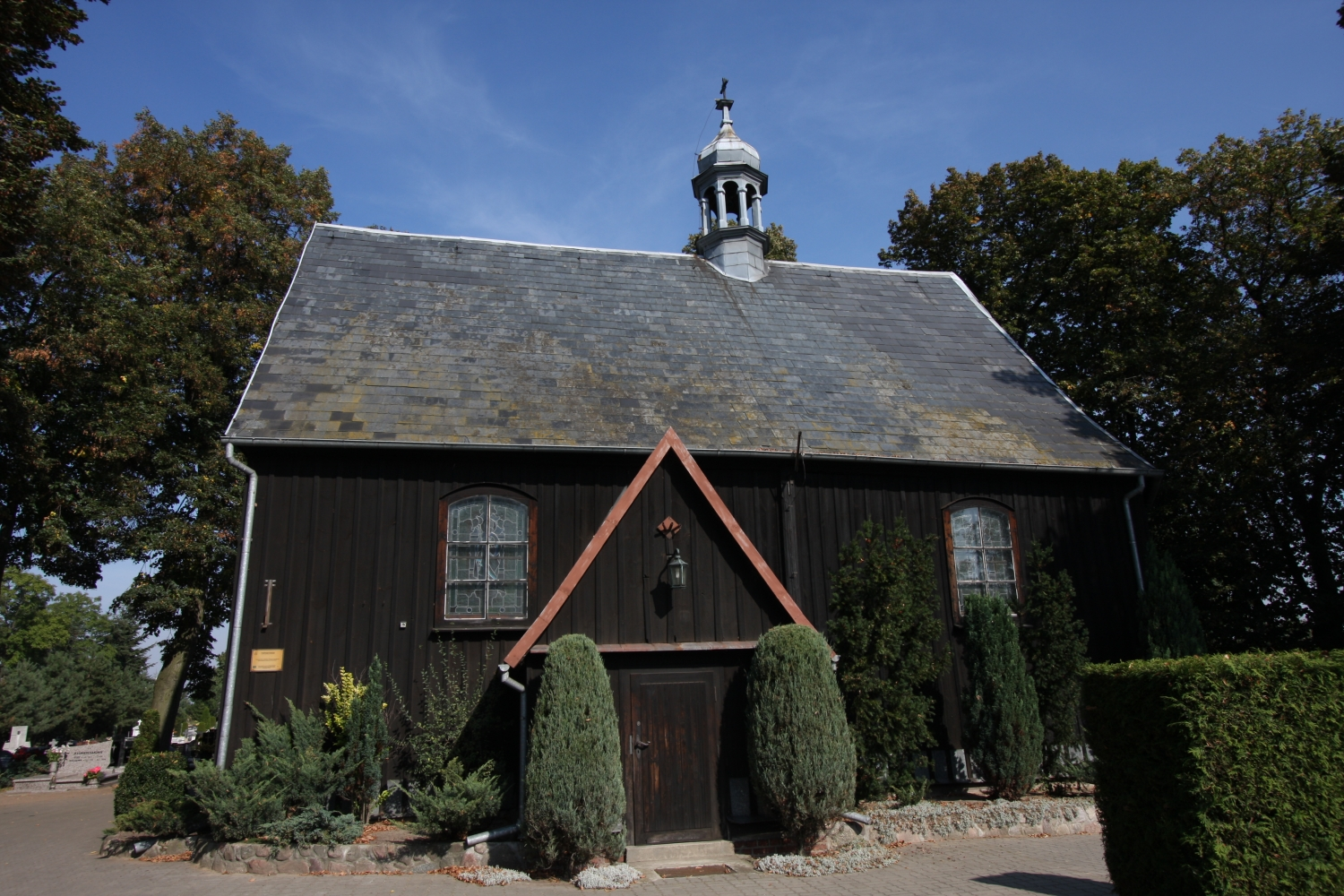
L'église en bois.

## Voies de communication
La route voïvodale 312 (pl) (qui relie Rakoniewice à Czacz) passe par la ville.